# さつま雑煮
さつま雑煮（さつまぞうに）、さつまえび雑煮（さつまえびぞうに）、えび雑煮（えびぞうに）は鹿児島県の郷土料理。正月三が日に食される雑煮で、エビで出汁を取り、エビが丸ごと乗るのが特徴である。
鹿児島県出水市の沖合は、古くから桁打瀬船を用いた伝統漁法でクマエビ漁が盛んに行われていた。獲れたクマエビは炭火で乾燥させて焼きエビにし、薩摩藩の藩主である島津家に献上していたとされる。その島津家で食べられていた雑煮が「えび雑煮」であり、これが庶民にも広まったとされている。また、雑煮に用いる餅は九州の他の地域と異なって江戸と同様に切り餅を焼いたものを使用する。これも江戸詰めが長かった島津藩主が江戸の文化を薩摩に持ち帰って広まったものであるとされる。
エビ以外には豆モヤシが主に使用され、エビは「腰が曲がるまでの長寿」、豆モヤシは「まめまめしく元気」という願掛けとなっている。